# Welcome to the Sechskies Land
《Welcome to the Sechskies Land》는 대한민국의 음악 그룹 젝스키스의 두 번째 정규앨범으로, 첫 앨범 발매후 6개월 여만에 발표된 작품이다. 〈기사도〉로 활동한 젝스키스는 1997년 12월 14일 열렸던 KMTV 가요 시상식에서 신인상을 수상하였다.

## 수록곡
| #            | 제목                            | 작사         | 작곡         | 편곡         | 재생 시간 |
| ------------ | ------------------------------- | ------------ | ------------ | ------------ | --------- |
| 1.           | 〈Gate 1〉                      |              |              |              | 1:20      |
| 2.           | 〈미성년자 관람불가〉           | 천성일       | 천성일       | 홍종구       | 3:48      |
| 3.           | 〈거절의 이유〉                 | 김창환       | 천성일       | 장수원       | 3:36      |
| 4.           | 〈Party Time〉                  | 김창환       | 김창환       | 김건모       | 3:44      |
| 5.           | 〈미인추방〉                    | 김창환       | 윤일상       | 윤일상       | 3:51      |
| 6.           | 〈Gate 2〉                      |              |              |              | 3:01      |
| 7.           | 〈탈출〉                        | 천성일       | 천성일       | 장수원       | 3:41      |
| 8.           | 〈동급생〉                      | 홍종구       | 홍종구       | 김우진       | 3:04      |
| 9.           | 〈돌연변이〉                    | 김창환       | 김창환       | 김창환       | 3:32      |
| 10.          | 〈기사도〉                      | 김창환       | 김창환       | 김우진       | 3:43      |
| 11.          | 〈Gate 3〉                      |              |              |              | 0:41      |
| 12.          | 〈For You (사랑하는 팬들에게)〉 | 김창환       | 김창환       | 김우진       | 1:18      |
| 13.          | 〈Love〉                        | 천성일       | 천성일       | 천성일       | 4:22      |
| 14.          | 〈하얀밤에〉                    | 김창환       | 천성일       | 천성일       | 4:13      |
| 15.          | 〈사랑하는 너에게〉             | 김창환       | 김창환       | 김건모       | 3:55      |
| 16.          | 〈Gate 4〉                      |              |              |              | 0:41      |
| 17.          | 〈젝키의 크리스마스〉           | 김창환       | 김창환       | 김우진       | 3:54      |
| 18.          | 〈말괄량이 길들이기〉           | 김창환       | 김창환       | 윤일상       | 3:22      |
| 19.          | 〈겨울편지〉                    | 김창환       | 김건모       | EON(이철원)  | 3:32      |
| 20.          | 〈Outro〉                       |              |              |              | 1:35      |
| 총 재생 시간 | 총 재생 시간                    | 총 재생 시간 | 총 재생 시간 | 총 재생 시간 | 56:53     |

## 참여
이 목록은 해당 앨범의 부클릿 〈staff〉목록에서 발췌하였다.
| 젝스키스 - 은지원 - 랩, 보컬 - 이재진 - 랩, 보컬 - 김재덕 - 랩 - 강성훈 - 리드 보컬 - 고지용 - 보컬 - 장수원 - 보컬 세션 - 이근호 - 기타 - 천성일 - 베이스 기타 - 홍종구 - 건반 악기 - 김우진 - 보이스 프로세서 - 김창환, 윤일상, 김건모, 천성일, 홍종구, 한상일, 홍종호, 박미경, 김태영 외 코러스 | 스탭 - 김창환 - 프로듀서, 녹음, 믹싱 - 천성일 - 공동 프로듀서 - 백진호, 안정선 - 녹음 - 서상환(소닉 코리아) - 마스터링 - 김선미 - 디자인 - 장민호 - 일러스트레이터 - 이재하 - 사진 - 김기영, 김홍주, 남택준, 홍윤주 - 매니지먼트 - 김창환 - 미디어라인 프로듀서 |